# Abés
 (mars 2019).
Pour l’article ayant un titre homophone, voir Abbey.
Les Abés (ou Abbeys, Abbays, Abès)  sont un peuple de Côte d'Ivoire représentant environ 2,8 % de la population du pays (soit plus de 580 000 personnes). Ils vivent essentiellement dans la région d’Agboville, à 57 km au nord d’Abidjan mais aussi dans la sous-préfecture de N'douci.
Les Abés appartiennent au groupe akan, qui comprend également les Baoulés, Agnis, Ashanti, tous originaires comme elles du Ghana. Les Abés migrèrent entre le XVIIe siècle et le XVIIIe siècle vers la Côte d’Ivoire.
Les populations Abés (ou Béssouffouè en langue baoulé) sont composées de plusieurs fractions (Abé proprement dit, Abè-N'Damé, Abé-évé, Abé-Krobou, Abé-agni, Abé-anou issu du métissage d'Agba et Abé, Abé-Dida et aux Abidjis et aux Mbattos, ethnies dérivées de l’Abé Abé-M'bochi).
Les Abés furent les guerriers de l'aile gauche de l'armée de la Reine Pokou.
Ils sont regroupés dans cinq grands cantons si on ajoute le peuple satellite Krobou : Morié, Tchôffo, Kôss ou Khôn, Abè-vé  et Krobou.

## Histoire

### Historique du peuplement
D’après la légende, les Abés, originaires du Ghana, seraient les descendants des Agoua que les Agnis Brafé, N’Denié et Moronou auraient trouvés sur le chemin pendant leur exode en Côte d’Ivoire.
L'onomastique des Abbeys, leur langue et leur culture sont proches de celles de leurs cousins Ashantis, Béninois et Togolais voisins.
Le premier ancêtre des Abés serait Kery-Kery. Après le règne Kery-Kery, son fils Attobra lui succéda. Celui-ci fut à son tour remplacé par son fils Kouassan dont les successeurs furent Kery-Kery Abobia et Akossou.
C’est pendant le règne d'Akossou que les Abés, menacés par leurs voisins, les Konogos et les Ashantis, décident de quitter le Ghana pour des terres paisibles. Leur exode fut conduit, probablement vers le XVIIIe siècle, par Patchibo, fils d’Akossou et de Nana Yah Abobia. Les Abés franchirent la Tanoé, puis le Comoé et s’arrêtèrent entre Adzopé et Agboville, où Patchibo créa le village Douda, appelé aujourd’hui Grand-Morié.
Poursuivant son chemin, Patchibo alla installer son peuple à une quinzaine de kilomètres de l’Agnéby pour créer le village Allahin qui serait connu aujourd’hui sous le nom de Loviguié.
À partir de Douda et Allahin, les Abés repoussèrent les Attiés, leurs voisins de l’Est.[réf. souhaitée] C’est ce qui explique l’existence de villages Abés dans la sous-préfecture de Bingerville.
Ils évoluèrent également vers l’Ouest, du côté du fleuve Bandama. C’est ce qui explique la présence de plus de huit villages Abés dans la sous-préfecture de Tiassalé.
L'histoire raconte également que d’autres Abés, partis du village de Douda, se seraient installés au-delà de Tiassalé pour former les Didas au centre-ouest de la Côte d'Ivoire. Ce sous groupe, les Didas, a passé une alliance indéniable, inamovible et immortelle dont la nature s'appelle toukpè qui veut dire alliance de paix. Ce qui expliquerait le souvenir de cette séparation ethnique.

### Révolte de 1910
Durant la période coloniale, une révolte du peuple Abbé, lassés des excès commis par les colons dans le cadre du portage, du travail forcé et des injustices dont il est constamment victime (confiscation d’armes juste après le versement des lourdes taxes requises pour leur transport, actes arbitraires, piétinement de la dignité humaine, etc.), éclate en janvier 1910. Le 7 janvier, les rebelles attaquent le chemin de fer à plusieurs endroits, tuant les voyageurs d'un convoi, dont un Européen, Rubino, employé de la CFAO. Durant les semaines qui suivent, les insurgés non seulement endommagent la voie ferrée sur plusieurs dizaines de kilomètres mais s'en prennent également aux colporteurs dioulas, aux travailleurs du rail et aux coupeurs d'acajou, faisant de nombreuses victimes.
Pendant trois mois, les Abés, qui entraînent dans leur mouvement les Attié voisins, tiennent en échec les troupes coloniales, jusqu'à la fin du mois de mars par l'intervention des troupes du commandant Noguès et environ 1 400 tirailleurs sénégalais.
La répression se solde par un nombre important de victimes, la destruction de nombreux villages et de cultures, le désarmement, l'imposition d'une amende de guerre, la capture et la déportation vers la Centrafrique et le Congo-Brazzaville des chefs et des « meneurs ».
Au mois de juin 1910, après la soumission des Abés, les troupes coloniales commettent des massacres touchant principalement deux villages, l'un Attié (Diapé), l'autre Abé (Makoundié).
La ville de Rubino un peu plus au nord porte le nom de l'employé français de la CFAO massacré lors de la révolte des Abés,.

## Autorités traditionnelles
La société abé est un patriarcat.
D’après certains renseignements, le roi Akossou, père de Patchibo et mari de Nana Yah Abobia fut puissamment aidé par son beau-père Miezan, chef de village de Konou, dans sa lutte contre les Konogos et les Ashantis.
En contrepartie de cette aide, Miezan demandera que la succession du trône Abé soit désormais dévolue de père en fils et non plus d’oncle à neveu comme le prescrivait la coutume afin que soit perpétuée la mémoire de sa fille. C’est depuis ce temps qu’en pays Abé le fils hérite du père.
Ainsi, le roi Ossohou succéda à son père Patchibo, mais après sa mort, l’ordre de succession fut compromis.
En effet, la reine Akoua, l’épouse du roi Ossohou, perdant ses enfants peu après leur naissance, il fut décidé pour conjurer ce mauvais sort, de vendre le petit N’Takpé pour un sou, conformément à la coutume. Certes, N’Takpé fut-il rendu aussitôt à sa mère mais après avoir changé de nom (nom suggéré par un étranger dahoméen qui serait de passage dans le village), pour s’appeler désormais Obodji Soboa, qui veut dire en Abé ou dans une ethnie proche du Dahomey (actuel Bénin) « joli garçon prévoyant ».
Lorsque les Abés s’insurgèrent contre l’autorité française, le roi Ossohou, après avoir vainement tenté de faire entendre raison à ses sujets, se réfugia dans le camp des Européens et leur offrit son fils Obodji Soboa, alors âgé de 35 ans environ, comme guide des soldats. Celui-ci joua son rôle à la satisfaction des Français, si bien qu’après la victoire, ils le nommèrent chef supérieur des Abés
À la mort du roi Ossohou, Monso, fils aîné, qui selon l’ordre normal de la succession, devrait prendre la place, se désista en faveur de son jeune frère, Obodji Soboa, dont l’influence en tant que chef supérieur était déjà certaine. Fait chevalier de la Légion d’honneur le 16 janvier 1927, puis officier le 31 décembre 1932, il fut déchu de ses fonctions en 1940 du fait d’une longue maladie.Toutefois, son souvenir reste encore vivace, à cause de ses premières chaussures, des sandalettes en pneu d’auto, connues sous le nom de « Abodjé ».
Durant l’indisponibilité d’Obodji Soboa, son intérim (1940-1944) a été assuré par François Eddo M’Bassidjé, le premier notable dans l’ordre de préséance. C’est lui qui succéda à Obodji Soboa. Après avoir joué son rôle de chef supérieur des Abés et nouveau roi pendant 27 ans, le roi M'bassidjé François est mort le 19 mai 1971.

## Langue
Les Abés parlent l'abé, une langue kwa.

## Localisation
Le peuple abé se retrouve dans les départements préfectoraux Agboville, Azaguié, Rubino, Grand Morié, Loviguié, Wahin, Guessiguié, Ottopé, Offoumpo, Grand-Yapo, Attobrou, Blida, etc., puis autour d'Abidjan dans la sous-préfecture de N'douci, Tiassalé, Sikensi, Bingerville, Lakota, Divo, autour de M'Babakro, d'Ouellé, d'Ananda Koidiokro, etc.
Le pays Abé est subdivisé en cantons qui sont : le canton Tchoffo, le canton Morié, le canton Abbey-évé (les évé sont aussi au Ghana, au Bénin et Togo), et le canton kos (khos) et une 6e subdivision indéniable et historiquement admise : les Toupkès ou Didas, les Ega.

## Personnalités
- Ernest Boka, premier président de la Cour suprême de Côte d'Ivoire, accusé d'être impliqué dans le pseudo-complot de 1963, mort dans des conditions suspectes en détention la même année
- Denis Ossey Gnassou
- Max-Alain Gradel : footballeur international ivoirien.